# Jantarkhani
Jantarkhani (en népalais : जन्तरखानी) est un comité de développement villageois du Népal situé dans le district d'Okhaldhunga. Au recensement de 2011, il comptait 1 762 habitants.